# Circuit Het Nieuwsblad 2023
Le Circuit Het Nieuwsblad 2023 (officiellement Omloop Het Nieuwsblad 2023) est la 78e édition de cette course cycliste sur route masculine. Il a lieu le 25 février 2023 entre Gand et Ninove dans la Région flamande, en Belgique, et fait partie du calendrier UCI World Tour 2023 en catégorie 1.UWT. 

## Présentation

### Parcours
La course donne le coup d'envoi de la saison des classiques flandriennes sur un parcours de 206 kilomètres dans la province de Flandre Orientale. Elle commence dans la ville de Gand et se termine sur Elisabethlaan à Ninove.
Par rapport à l'édition précédente, la montée du Molenberg est de retour.  Au total, douze monts, dont certains sont pavés, sont au programme de l'épreuve :
| Mont | Nom                     | Km    | Revêtement     | Longueur (m) | Pente moyenne | Pente maxi | Km de l'arrivée |
| ---- | ----------------------- | ----- | -------------- | ------------ | ------------- | ---------- | --------------- |
| 1    | Leberg                  | 39,2  | asphalte       | 950          | 4,2 %         | 13,8 %     | 168,1           |
| 2    | Katteberg (nl)          | 108,7 | pavés          | 900          | 5,6 %         | 10,3 %     | 98,6            |
| 3    | Leberg                  | 118,3 | asphalte       | 950          | 4,2 %         | 13,8 %     | 89,0            |
| 4    | Hostellerie (nl)        | 135,3 | asphalte       | 1 300        | 5,1 %         | 9 %        | 72              |
| 5    | Valkenberg              | 143,2 | asphalte       | 540          | 8,1 %         | 12,8 %     | 64,1            |
| 6    | Wolvenberg              | 153,7 | asphalte/pavés | 645          | 7,9 %         | 17,3 %     | 53,6            |
| 7    | Molenberg               | 166,1 | pavés          | 463          | 7 %           | 14,2 %     | 41,2            |
| 8    | Leberg                  | 173,6 | asphalte       | 950          | 4,2 %         | 13,8 %     | 33,7            |
| 9    | Berendries              | 177,7 | asphalte       | 940          | 7 %           | 12,3 %     | 29,6            |
| 10   | Elverenberg - Vossenhol | 180,1 | asphalte       | 1 268        | 3,6 %         | 9 %        | 27,2            |
| 11   | Mur de Grammont         | 191,6 | pavés          | 1 139        | 9,2 %         | 19,8 %     | 15,7            |
| 12   | Bosberg                 | 195,5 | asphalte/pavés | 980          | 5,8 %         | 11 %       | 11,8            |

En plus des traditionnels monts, il y a neuf secteurs pavés :

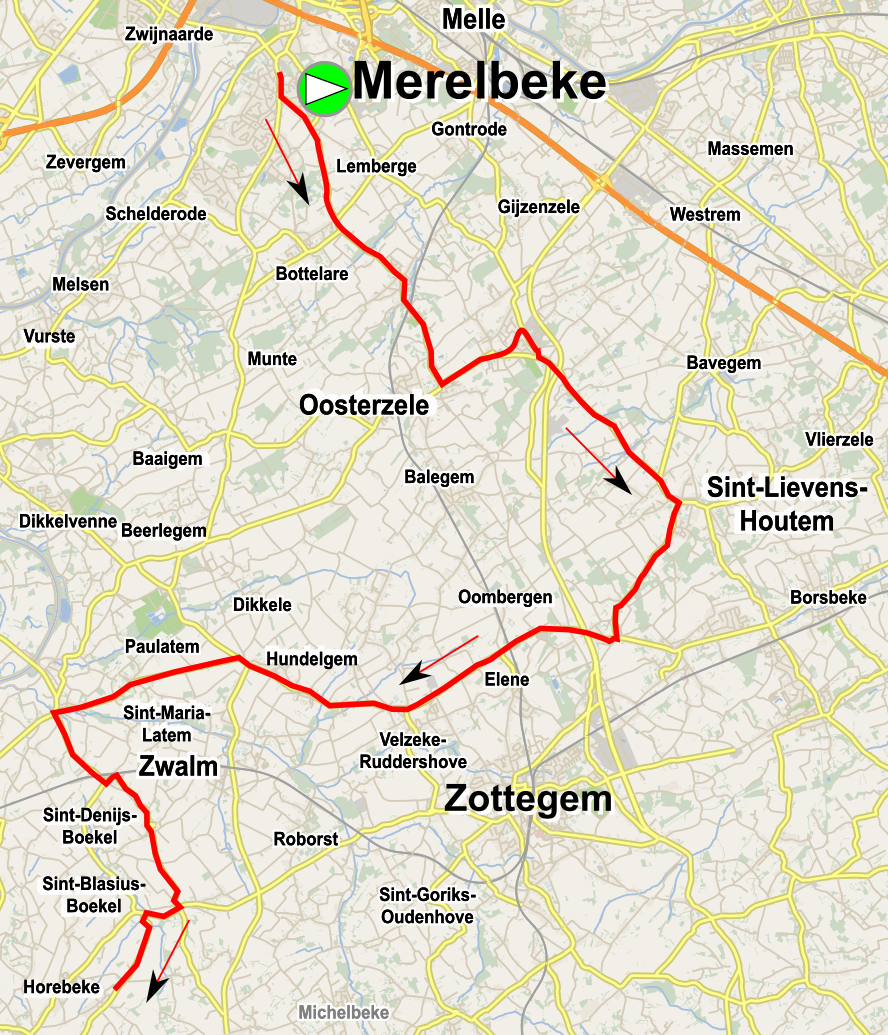
Partie nord de la course :
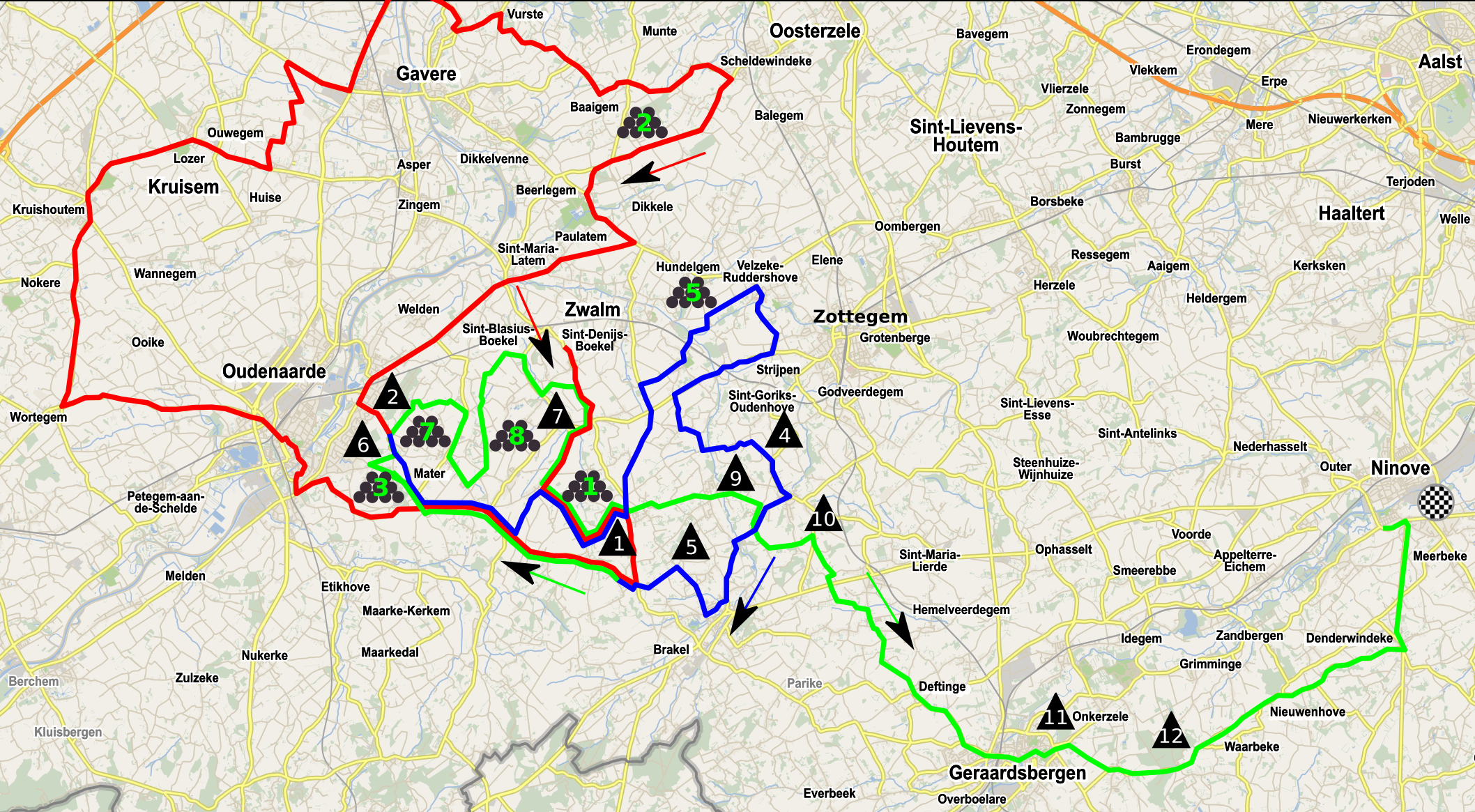
Partie sud de la course :

| Secteur | Nom              | Km    | Longueur (m) | Km de l'arrivée |
| ------- | ---------------- | ----- | ------------ | --------------- |
| 1       | Haaghoek         | 36,2  | 2 000        | 171,1           |
| 2       | Lange Munte (nl) | 93,2  | 2 500        | 114,1           |
| 3       | Holleweg (nl)    | 109,5 | 1500         | 97,8            |
| 4       | Haaghoek (nl)    | 115,2 | 2 000        | 92,1            |
| 5       | Paddestraat      | 124,4 | 2030         | 82,9            |
| 6       | Holleweg (nl)    | 151,1 | 650          | 56,2            |
| 7       | Kergate          | 157,3 | 1400         | 50              |
| 8       | Jagerij          | 159,9 | 800          | 47,4            |
| 9       | Haaghoek         | 170,6 | 2 000        | 36,7            |

- Partie nord de la course : Début du parcours
- Partie sud de la course :   - Début du parcours
  - Partie intermédiaire du parcours
  - Final

### Équipes
25 équipes sont au départ de la course, avec les 18 UCI WorldTeams et 7 UCI ProTeams : 
| WorldTeams (18)- AG2R Citroën Team - Alpecin-Deceuninck - Arkéa-Samsic - Astana Qazaqstan Team - Bahrain Victorious - Bora-Hansgrohe - Cofidis - EF Education-EasyPost - Groupama-FDJ - Ineos Grenadiers - Intermarché-Circus-Wanty - Jumbo-Visma - Movistar Team - Soudal Quick-Step - Team Jayco AlUla - Team DSM - Trek-Segafredo - UAE Team Emirates ProTeams (7)- Bingoal WB - Human Powered Health - Israel-Premier Tech - Lotto Dstny - Team Flanders-Baloise - TotalEnergies - Uno-X Pro Cycling Team |
| |

### Favoris
Selon Todaycycling, le principal favori est le Norvégien Alexander Kristoff (Uno X Pro Cycling). Deux autres sprinteurs sont aussi pointés parmi les vainqueurs potentiels : le jeune Belge Arnaud De Lie (Lotto Dstny), auteur d'un excellent début de saison, et son compatriote Jasper Philipsen (Alpecin Deceuninck). Si la victoire ne se joue pas lors d'un sprint massif, quelques finisseurs peuvent s'imposer comme le Suisse Stefan Küng (Groupama FDJ), les Français Christophe Laporte (Jumbo Visma) et Benoit Cosnefroy (AG2R Citroën), le Britannique Tom Pidcock (Ineos Grenadiers), l'Italien Matteo Trentin (UAE Emirates) et le Slovène Matej Mohorič (Bahrain Victorious). On peut aussi citer les noms des Belges Tim Wellens (UAE Emirates), récent vainqueur d'une étape du Tour d'Andalousie, Greg Van Avermaet (AG2R Citroën), troisième de l'édition précédente, Jordi Meeus (Bora Hansgrohe), Dylan Teuns (Israel Premier Tech) et Tiesj Benoot (Jumbo Visma) ainsi que ceux du Danois Kasper Asgreen (Soudal Quick-Step) et du Suisse Stefan Bissegger (EF Education).

## Déroulement de la course
La course se joue à 38 kilomètres de l'arrivée quand le Néerlandais Dylan van Baarle (Jumbo Visma) place une attaque sur une portion plate et asphaltée. Trois coureurs réussissent à prendre sa roue : le Belge Florian Vermeersch (Lotto Dstny), l'Italien Jonathan Milan (Bahrain Victorious) et le Français Mathis Le Berre (Arkéa Samsic). Mais ces trois coureurs lâchent prise dans les minutes qui suivent, le dernier à rester avec van Baarle étant Le Berre finalement distancé dans la première partie du Mur de Grammont. Le Néerlandais se trouve donc seul en tête de la course à 17 kilomètres du but. Au-dessus du Mur, van Baarle est pris en chasse à une quinzaine de secondes par les Belges Tim Wellens (UAE Emirates) et Arnaud De Lie (Lotto Dstny) ainsi que par le Slovène Matej Mohorič (Bahrain Victorious). Mais ce groupe de poursuivants comprend aussi le Français Christophe Laporte, équipier de van Baarle, qui ne roule donc pas. L'écart finit par augmenter légèrement et van Baarle gagne en solitaire à Ninove. Le groupe des quatre poursuivants est rattrapé dans les derniers mètres par le peloton mais De Lie et Laporte résistent et obtiennent un podium.

## Classements

### Classement final
| \| Classement général \| Classement général \| Classement général \| Classement général \| Classement général \| \| Coureur \| Coureur \| Pays \| Équipe \| Temps \| \| ------------------ \| ------------------ \| ------------------ \| ---------------------- \| ------------------ \| \| 1er \| Dylan van Baarle \| Pays-Bas \| Jumbo-Visma \| 4 h 54 min 49 s \| \| 2e \| Arnaud De Lie \| Belgique \| Lotto Dstny \| + 20 s \| \| 3e \| Christophe Laporte \| France \| Jumbo-Visma \| + 20 s \| \| 4e \| Alexander Kristoff \| Norvège \| Uno-X Pro Cycling Team \| + 20 s \| \| 5e \| Tom Pidcock \| Royaume-Uni \| Ineos Grenadiers \| + 20 s \| \| 6e \| Davide Ballerini \| Italie \| Soudal Quick-Step \| + 20 s \| \| 7e \| Nils Politt \| Allemagne \| Bora-Hansgrohe \| + 20 s \| \| 8e \| Andrea Pasqualon \| Italie \| Bahrain Victorious \| + 20 s \| \| 9e \| Rui Oliveira \| Portugal \| UAE Team Emirates \| + 20 s \| \| 10e \| Sep Vanmarcke \| Belgique \| Israel-Premier Tech \| + 20 s \| |                    |             |                        |                 |
| |                    |             |                        |                 |
| Source : ProCyclingStats |                    |             |                        |                 |
| Classement général |                    |             |                        |                 |
| Coureur | Coureur            | Pays        | Équipe                 | Temps           |
| 1er | Dylan van Baarle   | Pays-Bas    | Jumbo-Visma            | 4 h 54 min 49 s |
| 2e | Arnaud De Lie      | Belgique    | Lotto Dstny            | + 20 s          |
| 3e | Christophe Laporte | France      | Jumbo-Visma            | + 20 s          |
| 4e | Alexander Kristoff | Norvège     | Uno-X Pro Cycling Team | + 20 s          |
| 5e | Tom Pidcock        | Royaume-Uni | Ineos Grenadiers       | + 20 s          |
| 6e | Davide Ballerini   | Italie      | Soudal Quick-Step      | + 20 s          |
| 7e | Nils Politt        | Allemagne   | Bora-Hansgrohe         | + 20 s          |
| 8e | Andrea Pasqualon   | Italie      | Bahrain Victorious     | + 20 s          |
| 9e | Rui Oliveira       | Portugal    | UAE Team Emirates      | + 20 s          |
| 10e | Sep Vanmarcke      | Belgique    | Israel-Premier Tech    | + 20 s          |

### Classement UCI
La course attribue des points au Classement mondial UCI 2023 selon le barème suivant :
| Position           | 1er | 2e  | 3e  | 4e  | 5e  | 6e  | 7e | 8e | 9e | 10e | 11e | 12e | 13e | 14e | 15e à 20e | 21e à 30e | 31e à 50e | 51e à 55e | 56e à 60e |
| Classement général | 300 | 250 | 215 | 175 | 120 | 115 | 95 | 75 | 60 | 50  | 40  | 35  | 30  | 25  | 20        | 12        | 5         | 2         | 1         |

## Liste de participants
| Légende | Légende                                                                    | Légende | Légende                                                    |
| ------- | -------------------------------------------------------------------------- | ------- | ---------------------------------------------------------- |
| Num     | Dossard de départ porté par le coureur sur ce Circuit Het Nieuwsblad       | Pos     | Position à l'arrivée de la course                          |
|         | Indique un maillot de champion national ou mondial, suivi de sa spécialité | NP      | Indique un coureur qui n'a pas pris le départ de la course |
| AB      | Indique un coureur qui n'a pas terminé la course                           | HD      | Indique un coureur qui a terminé la course hors des délais |

| Jumbo-Visma TJV | Jumbo-Visma TJV            | Jumbo-Visma TJV |
| --------------- | -------------------------- | --------------- |
| Num             | Coureur                    | Pos             |
| 1               | Tiesj Benoot (BEL)         | 15e             |
| 2               | Edoardo Affini (ITA)       | 115e            |
| 3               | Christophe Laporte (FRA)   | 3e              |
| 4               | Jan Tratnik (SLO)          | 94e             |
| 5               | Dylan van Baarle (NED)     | 1er             |
| 6               | Tim van Dijke (NED)        | 114e            |
| 7               | Nathan Van Hooydonck (BEL) | 30e             |

| Soudal Quick-Step SOQ | Soudal Quick-Step SOQ          | Soudal Quick-Step SOQ |
| --------------------- | ------------------------------ | --------------------- |
| Num                   | Coureur                        | Pos                   |
| 11                    | Yves Lampaert (BEL)            | 71e                   |
| 12                    | Davide Ballerini (ITA)         | 6e                    |
| 13                    | Tim Declercq (BEL)             | AB                    |
| 14                    | Stan Van Tricht (BEL)          | 125e                  |
| 15                    | Casper Pedersen (DEN)          | 59e                   |
| 16                    | Florian Sénéchal (FRA) (route) | 77e                   |
| 17                    | Jannik Steimle (GER)           | 116e                  |

| Intermarché-Circus-Wanty ICW | Intermarché-Circus-Wanty ICW | Intermarché-Circus-Wanty ICW |
| ---------------------------- | ---------------------------- | ---------------------------- |
| Num                          | Coureur                      | Pos                          |
| 21                           | Sven Erik Bystrøm (NOR)      | 54e                          |
| 22                           | Rune Herregodts (BEL)        | AB                           |
| 23                           | Arne Marit (BEL)             | 105e                         |
| 24                           | Hugo Page (FRA)              | 110e                         |
| 25                           | Baptiste Planckaert (BEL)    | 93e                          |
| 26                           | Mike Teunissen (NED)         | 11e                          |
| 27                           | Laurenz Rex (BEL)            | AB                           |

| Alpecin-Deceuninck ADC | Alpecin-Deceuninck ADC     | Alpecin-Deceuninck ADC |
| ---------------------- | -------------------------- | ---------------------- |
| Num                    | Coureur                    | Pos                    |
| 31                     | Jasper Philipsen (BEL)     | 33e                    |
| 32                     | Dries De Bondt (BEL)       | 44e                    |
| 33                     | Michael Gogl (AUT)         | AB                     |
| 34                     | Søren Kragh Andersen (DEN) | 99e                    |
| 35                     | Oscar Riesebeek (NED)      | 89e                    |
| 36                     | Robert Stannard (AUS)      | 66e                    |
| 37                     | Gianni Vermeersch (BEL)    | 72e                    |

| AG2R Citroën Team ACT | AG2R Citroën Team ACT   | AG2R Citroën Team ACT |
| --------------------- | ----------------------- | --------------------- |
| Num                   | Coureur                 | Pos                   |
| 41                    | Greg Van Avermaet (BEL) | 34e                   |
| 42                    | Oliver Naesen (BEL)     | 19e                   |
| 43                    | Lawrence Naesen (BEL)   | 84e                   |
| 44                    | Stan Dewulf (BEL)       | 41e                   |
| 45                    | Benoît Cosnefroy (FRA)  | 63e                   |
| 46                    | Michael Schär (SUI)     | AB                    |
| 47                    | Damien Touzé (FRA)      | 70e                   |

| Astana Qazaqstan Team AST | Astana Qazaqstan Team AST | Astana Qazaqstan Team AST |
| ------------------------- | ------------------------- | ------------------------- |
| Num                       | Coureur                   | Pos                       |
| 51                        | Leonardo Basso (ITA)      | 107e                      |
| 52                        | Luis León Sánchez (ESP)   | 119e                      |
| 53                        | Manuele Boaro (ITA)       | AB                        |
| 54                        | Yevgeniy Gidich (KAZ)     | AB                        |
| 55                        | Yevgeniy Fedorov (KAZ)    | 85e                       |
| 56                        | Martin Laas (EST)         | AB                        |
| 57                        | Gleb Syritsa              | AB                        |

| Bahrain Victorious TBV | Bahrain Victorious TBV | Bahrain Victorious TBV |
| ---------------------- | ---------------------- | ---------------------- |
| Num                    | Coureur                | Pos                    |
| 61                     | Matej Mohorič (SLO)    | 21e                    |
| 62                     | Filip Maciejuk (POL)   | 69e                    |
| 63                     | Jonathan Milan (ITA)   | 36e                    |
| 64                     | Andrea Pasqualon (ITA) | 8e                     |
| 65                     | Dušan Rajović (SRB)    | 88e                    |
| 66                     | Jasha Sütterlin (GER)  | AB                     |
| 67                     | Fred Wright (GBR)      | 57e                    |

| Bora-Hansgrohe BOH | Bora-Hansgrohe BOH        | Bora-Hansgrohe BOH |
| ------------------ | ------------------------- | ------------------ |
| Num                | Coureur                   | Pos                |
| 71                 | Jordi Meeus (BEL)         | AB                 |
| 72                 | Nico Denz (GER)           | AB                 |
| 73                 | Marco Haller (AUT)        | 80e                |
| 74                 | Jonas Koch (GER)          | 28e                |
| 75                 | Luis-Joe Lührs (GER)      | AB                 |
| 76                 | Nils Politt (GER) (route) | 7e                 |
| 77                 | Ide Schelling (NED)       | 14e                |

| Cofidis COF | Cofidis COF            | Cofidis COF |
| ----------- | ---------------------- | ----------- |
| Num         | Coureur                | Pos         |
| 81          | Axel Zingle (FRA)      | 95e         |
| 82          | André Carvalho (POR)   | AB          |
| 83          | Wesley Kreder (NED)    | AB          |
| 84          | Christophe Noppe (BEL) | 109e        |
| 85          | Alexis Renard (FRA)    | 53e         |
| 86          | Jelle Wallays (BEL)    | 87e         |
| 87          | Piet Allegaert (BEL)   | 12e         |

| EF Education-EasyPost EFE | EF Education-EasyPost EFE | EF Education-EasyPost EFE |
| ------------------------- | ------------------------- | ------------------------- |
| Num                       | Coureur                   | Pos                       |
| 91                        | Jens Keukeleire (BEL)     | 64e                       |
| 92                        | Owain Doull (GBR)         | 16e                       |
| 93                        | Stefan Bissegger (SUI)    | 20e                       |
| 94                        | Jonas Rutsch (GER)        | 24e                       |
| 95                        | Thomas Scully (NZL)       | NP                        |
| 96                        | James Shaw (GBR)          | 67e                       |
| 97                        | Julius van den Berg (NED) | 29e                       |

| Groupama-FDJ GFC | Groupama-FDJ GFC      | Groupama-FDJ GFC |
| ---------------- | --------------------- | ---------------- |
| Num              | Coureur               | Pos              |
| 101              | Stefan Küng (SUI)     | 25e              |
| 102              | Lewis Askey (GBR)     | 61e              |
| 103              | Kevin Geniets (LUX)   | 27e              |
| 104              | Olivier Le Gac (FRA)  | 52e              |
| 105              | Fabian Lienhard (SUI) | 78e              |
| 106              | Jake Stewart (GBR)    | 17e              |
| 107              | Samuel Watson (GBR)   | 75e              |

| Ineos Grenadiers IGD | Ineos Grenadiers IGD     | Ineos Grenadiers IGD |
| -------------------- | ------------------------ | -------------------- |
| Num                  | Coureur                  | Pos                  |
| 111                  | Tom Pidcock (GBR)        | 5e                   |
| 112                  | Brandon Rivera (COL)     | AB                   |
| 113                  | Michał Kwiatkowski (POL) | 106e                 |
| 114                  | Luke Rowe (GBR)          | 122e                 |
| 115                  | Magnus Sheffield (USA)   | 22e                  |
| 116                  | Connor Swift (GBR)       | 91e                  |
| 117                  | Ben Turner (GBR)         | AB                   |

| Movistar Team MOV | Movistar Team MOV         | Movistar Team MOV |
| ----------------- | ------------------------- | ----------------- |
| Num               | Coureur                   | Pos               |
| 121               | Imanol Erviti (ESP)       | 50e               |
| 122               | Iván García Cortina (ESP) | AB                |
| 123               | Mathias Norsgaard (DEN)   | 82e               |
| 124               | Matteo Jorgenson (USA)    | 18e               |
| 125               | Max Kanter (GER)          | 38e               |
| 126               | Lluís Mas (ESP)           | 40e               |
| 127               | Iván Romeo (ESP)          | 76e               |

| Arkéa-Samsic ARK | Arkéa-Samsic ARK      | Arkéa-Samsic ARK |
| ---------------- | --------------------- | ---------------- |
| Num              | Coureur               | Pos              |
| 131              | Jenthe Biermans (BEL) | 37e              |
| 132              | Alan Riou (FRA)       | AB               |
| 133              | Donavan Grondin (FRA) | AB               |
| 134              | Mathis Le Berre (FRA) | 23e              |
| 135              | Matîs Louvel (FRA)    | 13e              |
| 136              | Daniel McLay (GBR)    | AB               |
| 137              | Clément Russo (FRA)   | 51e              |

| Team DSM DSM | Team DSM DSM           | Team DSM DSM |
| ------------ | ---------------------- | ------------ |
| Num          | Coureur                | Pos          |
| 141          | John Degenkolb (GER)   | 32e          |
| 142          | Patrick Bevin (NZL)    | AB           |
| 143          | Pavel Bittner (CZE)    | 42e          |
| 144          | Nils Eekhoff (NED)     | 81e          |
| 145          | Marius Mayrhofer (GER) | AB           |
| 146          | Sean Flynn (GBR)       | 39e          |
| 147          | Kevin Vermaerke (USA)  | 102e         |

| Team Jayco AlUla JAY | Team Jayco AlUla JAY          | Team Jayco AlUla JAY |
| -------------------- | ----------------------------- | -------------------- |
| Num                  | Coureur                       | Pos                  |
| 151                  | Zdeněk Štybar (CZE)           | AB                   |
| 152                  | Felix Engelhardt (GER)        | 108e                 |
| 153                  | Luke Durbridge (AUS)          | NP                   |
| 154                  | Kelland O'Brien (AUS)         | 123e                 |
| 155                  | Alexandre Balmer (SUI)        | AB                   |
| 156                  | Lukas Pöstlberger (AUT)       | AB                   |
| 157                  | Christopher Juul Jensen (DEN) | AB                   |

| Trek-Segafredo TFS | Trek-Segafredo TFS   | Trek-Segafredo TFS |
| ------------------ | -------------------- | ------------------ |
| Num                | Coureur              | Pos                |
| 161                | Jasper Stuyven (BEL) | 58e                |
| 162                | Daan Hoole (NED)     | 113e               |
| 163                | Alex Kirsch (LUX)    | 74e                |
| 164                | Bauke Mollema (NED)  | 73e                |
| 165                | Toms Skujiņš (LAT)   | 55e                |
| 166                | Edward Theuns (BEL)  | 35e                |
| 167                | Mathias Vacek (CZE)  | 79e                |

| UAE Team Emirates UAD | UAE Team Emirates UAD  | UAE Team Emirates UAD |
| --------------------- | ---------------------- | --------------------- |
| Num                   | Coureur                | Pos                   |
| 171                   | Tim Wellens (BEL)      | 26e                   |
| 172                   | Pascal Ackermann (GER) | AB                    |
| 173                   | Rui Oliveira (POR)     | 9e                    |
| 174                   | Sjoerd Bax (NED)       | AB                    |
| 175                   | Ivo Oliveira (POR)     | AB                    |
| 176                   | Matteo Trentin (ITA)   | 98e                   |
| 177                   | Michael Vink (NZL)     | 100e                  |

| Lotto Dstny LTD | Lotto Dstny LTD          | Lotto Dstny LTD |
| --------------- | ------------------------ | --------------- |
| Num             | Coureur                  | Pos             |
| 181             | Victor Campenaerts (BEL) | 62e             |
| 182             | Cédric Beullens (BEL)    | 56e             |
| 183             | Jasper De Buyst (BEL)    | AB              |
| 184             | Frederik Frison (BEL)    | 97e             |
| 185             | Arnaud De Lie (BEL)      | 2e              |
| 186             | Brent Van Moer (BEL)     | 48e             |
| 187             | Florian Vermeersch (BEL) | 43e             |

| Israel-Premier Tech IPT | Israel-Premier Tech IPT | Israel-Premier Tech IPT |
| ----------------------- | ----------------------- | ----------------------- |
| Num                     | Coureur                 | Pos                     |
| 191                     | Sep Vanmarcke (BEL)     | 10e                     |
| 192                     | Guillaume Boivin (CAN)  | 120e                    |
| 193                     | Reto Hollenstein (SUI)  | AB                      |
| 194                     | Krists Neilands (LAT)   | AB                      |
| 195                     | Jens Reynders (BEL)     | AB                      |
| 196                     | Guy Sagiv (ISR)         | AB                      |
| 197                     | Tom Van Asbroeck (BEL)  | AB                      |

| TotalEnergies TEN | TotalEnergies TEN          | TotalEnergies TEN |
| ----------------- | -------------------------- | ----------------- |
| Num               | Coureur                    | Pos               |
| 201               | Peter Sagan (SVK) (route)  | 117e              |
| 202               | Edvald Boasson Hagen (NOR) | 65e               |
| 203               | Sandy Dujardin (FRA)       | 103e              |
| 204               | Daniel Oss (ITA)           | AB                |
| 205               | Lorrenzo Manzin (FRA)      | AB                |
| 206               | Anthony Turgis (FRA)       | 96e               |
| 207               | Dries Van Gestel (BEL)     | 45e               |

| Bingoal WB BWB | Bingoal WB BWB                 | Bingoal WB BWB |
| -------------- | ------------------------------ | -------------- |
| Num            | Coureur                        | Pos            |
| 211            | Louis Blouwe (BEL)             | 112e           |
| 212            | Julian Mertens (BEL)           | 60e            |
| 213            | Rémy Mertz (BEL)               | 92e            |
| 214            | Ludovic Robeet (BEL)           | 68e            |
| 215            | Luca Van Boven (BEL)           | 118e           |
| 216            | Guillaume Van Keirsbulck (BEL) | AB             |
| 217            | Dorian De Maeght (BEL)         | AB             |

| Human Powered Health HPM | Human Powered Health HPM      | Human Powered Health HPM |
| ------------------------ | ----------------------------- | ------------------------ |
| Num                      | Coureur                       | Pos                      |
| 221                      | Stephen Bassett (USA)         | AB                       |
| 222                      | Pier-André Côté (CAN) (route) | AB                       |
| 223                      | Adam de Vos (CAN)             | 83e                      |
| 224                      | Colin Joyce (USA)             | AB                       |
| 225                      | Barnabás Peák (HUN)           | AB                       |
| 226                      | Benjamin Perry (CAN)          | 104e                     |
| 227                      | Gijs Van Hoecke (BEL)         | AB                       |

| Team Flanders-Baloise TFB | Team Flanders-Baloise TFB | Team Flanders-Baloise TFB |
| ------------------------- | ------------------------- | ------------------------- |
| Num                       | Coureur                   | Pos                       |
| 231                       | Sander De Pestel (BEL)    | AB                        |
| 232                       | Gilles De Wilde (BEL)     | 124e                      |
| 233                       | Vincent Van Hemelen (BEL) | AB                        |
| 234                       | Vito Braet (BEL)          | 121e                      |
| 235                       | Alex Colman (BEL)         | 111e                      |
| 236                       | Ruben Apers (BEL)         | AB                        |
| 237                       | Ward Vanhoof (BEL)        | 86e                       |

| Uno-X Pro Cycling Team UXT | Uno-X Pro Cycling Team UXT   | Uno-X Pro Cycling Team UXT |
| -------------------------- | ---------------------------- | -------------------------- |
| Num                        | Coureur                      | Pos                        |
| 241                        | Alexander Kristoff (NOR)     | 4e                         |
| 242                        | Jonas Abrahamsen (NOR)       | 101e                       |
| 243                        | Martin Bugge Urianstad (NOR) | 47e                        |
| 244                        | William Blume Levy (DEN)     | 90e                        |
| 245                        | Erik Nordsæter Resell (NOR)  | 49e                        |
| 246                        | Anders Skaarseth (NOR)       | 46e                        |
| 247                        | Rasmus Tiller (NOR) (route)  | 31e                        |

| Jumbo-Visma TJV | Jumbo-Visma TJV            | Jumbo-Visma TJV |
| --------------- | -------------------------- | --------------- |
| Num             | Coureur                    | Pos             |
| 1               | Tiesj Benoot (BEL)         | 15e             |
| 2               | Edoardo Affini (ITA)       | 115e            |
| 3               | Christophe Laporte (FRA)   | 3e              |
| 4               | Jan Tratnik (SLO)          | 94e             |
| 5               | Dylan van Baarle (NED)     | 1er             |
| 6               | Tim van Dijke (NED)        | 114e            |
| 7               | Nathan Van Hooydonck (BEL) | 30e             |

| Soudal Quick-Step SOQ | Soudal Quick-Step SOQ          | Soudal Quick-Step SOQ |
| --------------------- | ------------------------------ | --------------------- |
| Num                   | Coureur                        | Pos                   |
| 11                    | Yves Lampaert (BEL)            | 71e                   |
| 12                    | Davide Ballerini (ITA)         | 6e                    |
| 13                    | Tim Declercq (BEL)             | AB                    |
| 14                    | Stan Van Tricht (BEL)          | 125e                  |
| 15                    | Casper Pedersen (DEN)          | 59e                   |
| 16                    | Florian Sénéchal (FRA) (route) | 77e                   |
| 17                    | Jannik Steimle (GER)           | 116e                  |

| Intermarché-Circus-Wanty ICW | Intermarché-Circus-Wanty ICW | Intermarché-Circus-Wanty ICW |
| ---------------------------- | ---------------------------- | ---------------------------- |
| Num                          | Coureur                      | Pos                          |
| 21                           | Sven Erik Bystrøm (NOR)      | 54e                          |
| 22                           | Rune Herregodts (BEL)        | AB                           |
| 23                           | Arne Marit (BEL)             | 105e                         |
| 24                           | Hugo Page (FRA)              | 110e                         |
| 25                           | Baptiste Planckaert (BEL)    | 93e                          |
| 26                           | Mike Teunissen (NED)         | 11e                          |
| 27                           | Laurenz Rex (BEL)            | AB                           |

| Alpecin-Deceuninck ADC | Alpecin-Deceuninck ADC     | Alpecin-Deceuninck ADC |
| ---------------------- | -------------------------- | ---------------------- |
| Num                    | Coureur                    | Pos                    |
| 31                     | Jasper Philipsen (BEL)     | 33e                    |
| 32                     | Dries De Bondt (BEL)       | 44e                    |
| 33                     | Michael Gogl (AUT)         | AB                     |
| 34                     | Søren Kragh Andersen (DEN) | 99e                    |
| 35                     | Oscar Riesebeek (NED)      | 89e                    |
| 36                     | Robert Stannard (AUS)      | 66e                    |
| 37                     | Gianni Vermeersch (BEL)    | 72e                    |

| AG2R Citroën Team ACT | AG2R Citroën Team ACT   | AG2R Citroën Team ACT |
| --------------------- | ----------------------- | --------------------- |
| Num                   | Coureur                 | Pos                   |
| 41                    | Greg Van Avermaet (BEL) | 34e                   |
| 42                    | Oliver Naesen (BEL)     | 19e                   |
| 43                    | Lawrence Naesen (BEL)   | 84e                   |
| 44                    | Stan Dewulf (BEL)       | 41e                   |
| 45                    | Benoît Cosnefroy (FRA)  | 63e                   |
| 46                    | Michael Schär (SUI)     | AB                    |
| 47                    | Damien Touzé (FRA)      | 70e                   |

| Astana Qazaqstan Team AST | Astana Qazaqstan Team AST | Astana Qazaqstan Team AST |
| ------------------------- | ------------------------- | ------------------------- |
| Num                       | Coureur                   | Pos                       |
| 51                        | Leonardo Basso (ITA)      | 107e                      |
| 52                        | Luis León Sánchez (ESP)   | 119e                      |
| 53                        | Manuele Boaro (ITA)       | AB                        |
| 54                        | Yevgeniy Gidich (KAZ)     | AB                        |
| 55                        | Yevgeniy Fedorov (KAZ)    | 85e                       |
| 56                        | Martin Laas (EST)         | AB                        |
| 57                        | Gleb Syritsa              | AB                        |

| Bahrain Victorious TBV | Bahrain Victorious TBV | Bahrain Victorious TBV |
| ---------------------- | ---------------------- | ---------------------- |
| Num                    | Coureur                | Pos                    |
| 61                     | Matej Mohorič (SLO)    | 21e                    |
| 62                     | Filip Maciejuk (POL)   | 69e                    |
| 63                     | Jonathan Milan (ITA)   | 36e                    |
| 64                     | Andrea Pasqualon (ITA) | 8e                     |
| 65                     | Dušan Rajović (SRB)    | 88e                    |
| 66                     | Jasha Sütterlin (GER)  | AB                     |
| 67                     | Fred Wright (GBR)      | 57e                    |

| Bora-Hansgrohe BOH | Bora-Hansgrohe BOH        | Bora-Hansgrohe BOH |
| ------------------ | ------------------------- | ------------------ |
| Num                | Coureur                   | Pos                |
| 71                 | Jordi Meeus (BEL)         | AB                 |
| 72                 | Nico Denz (GER)           | AB                 |
| 73                 | Marco Haller (AUT)        | 80e                |
| 74                 | Jonas Koch (GER)          | 28e                |
| 75                 | Luis-Joe Lührs (GER)      | AB                 |
| 76                 | Nils Politt (GER) (route) | 7e                 |
| 77                 | Ide Schelling (NED)       | 14e                |

| Cofidis COF | Cofidis COF            | Cofidis COF |
| ----------- | ---------------------- | ----------- |
| Num         | Coureur                | Pos         |
| 81          | Axel Zingle (FRA)      | 95e         |
| 82          | André Carvalho (POR)   | AB          |
| 83          | Wesley Kreder (NED)    | AB          |
| 84          | Christophe Noppe (BEL) | 109e        |
| 85          | Alexis Renard (FRA)    | 53e         |
| 86          | Jelle Wallays (BEL)    | 87e         |
| 87          | Piet Allegaert (BEL)   | 12e         |

| EF Education-EasyPost EFE | EF Education-EasyPost EFE | EF Education-EasyPost EFE |
| ------------------------- | ------------------------- | ------------------------- |
| Num                       | Coureur                   | Pos                       |
| 91                        | Jens Keukeleire (BEL)     | 64e                       |
| 92                        | Owain Doull (GBR)         | 16e                       |
| 93                        | Stefan Bissegger (SUI)    | 20e                       |
| 94                        | Jonas Rutsch (GER)        | 24e                       |
| 95                        | Thomas Scully (NZL)       | NP                        |
| 96                        | James Shaw (GBR)          | 67e                       |
| 97                        | Julius van den Berg (NED) | 29e                       |

| Groupama-FDJ GFC | Groupama-FDJ GFC      | Groupama-FDJ GFC |
| ---------------- | --------------------- | ---------------- |
| Num              | Coureur               | Pos              |
| 101              | Stefan Küng (SUI)     | 25e              |
| 102              | Lewis Askey (GBR)     | 61e              |
| 103              | Kevin Geniets (LUX)   | 27e              |
| 104              | Olivier Le Gac (FRA)  | 52e              |
| 105              | Fabian Lienhard (SUI) | 78e              |
| 106              | Jake Stewart (GBR)    | 17e              |
| 107              | Samuel Watson (GBR)   | 75e              |

| Ineos Grenadiers IGD | Ineos Grenadiers IGD     | Ineos Grenadiers IGD |
| -------------------- | ------------------------ | -------------------- |
| Num                  | Coureur                  | Pos                  |
| 111                  | Tom Pidcock (GBR)        | 5e                   |
| 112                  | Brandon Rivera (COL)     | AB                   |
| 113                  | Michał Kwiatkowski (POL) | 106e                 |
| 114                  | Luke Rowe (GBR)          | 122e                 |
| 115                  | Magnus Sheffield (USA)   | 22e                  |
| 116                  | Connor Swift (GBR)       | 91e                  |
| 117                  | Ben Turner (GBR)         | AB                   |

| Movistar Team MOV | Movistar Team MOV         | Movistar Team MOV |
| ----------------- | ------------------------- | ----------------- |
| Num               | Coureur                   | Pos               |
| 121               | Imanol Erviti (ESP)       | 50e               |
| 122               | Iván García Cortina (ESP) | AB                |
| 123               | Mathias Norsgaard (DEN)   | 82e               |
| 124               | Matteo Jorgenson (USA)    | 18e               |
| 125               | Max Kanter (GER)          | 38e               |
| 126               | Lluís Mas (ESP)           | 40e               |
| 127               | Iván Romeo (ESP)          | 76e               |

| Arkéa-Samsic ARK | Arkéa-Samsic ARK      | Arkéa-Samsic ARK |
| ---------------- | --------------------- | ---------------- |
| Num              | Coureur               | Pos              |
| 131              | Jenthe Biermans (BEL) | 37e              |
| 132              | Alan Riou (FRA)       | AB               |
| 133              | Donavan Grondin (FRA) | AB               |
| 134              | Mathis Le Berre (FRA) | 23e              |
| 135              | Matîs Louvel (FRA)    | 13e              |
| 136              | Daniel McLay (GBR)    | AB               |
| 137              | Clément Russo (FRA)   | 51e              |

| Team DSM DSM | Team DSM DSM           | Team DSM DSM |
| ------------ | ---------------------- | ------------ |
| Num          | Coureur                | Pos          |
| 141          | John Degenkolb (GER)   | 32e          |
| 142          | Patrick Bevin (NZL)    | AB           |
| 143          | Pavel Bittner (CZE)    | 42e          |
| 144          | Nils Eekhoff (NED)     | 81e          |
| 145          | Marius Mayrhofer (GER) | AB           |
| 146          | Sean Flynn (GBR)       | 39e          |
| 147          | Kevin Vermaerke (USA)  | 102e         |

| Team Jayco AlUla JAY | Team Jayco AlUla JAY          | Team Jayco AlUla JAY |
| -------------------- | ----------------------------- | -------------------- |
| Num                  | Coureur                       | Pos                  |
| 151                  | Zdeněk Štybar (CZE)           | AB                   |
| 152                  | Felix Engelhardt (GER)        | 108e                 |
| 153                  | Luke Durbridge (AUS)          | NP                   |
| 154                  | Kelland O'Brien (AUS)         | 123e                 |
| 155                  | Alexandre Balmer (SUI)        | AB                   |
| 156                  | Lukas Pöstlberger (AUT)       | AB                   |
| 157                  | Christopher Juul Jensen (DEN) | AB                   |

| Trek-Segafredo TFS | Trek-Segafredo TFS   | Trek-Segafredo TFS |
| ------------------ | -------------------- | ------------------ |
| Num                | Coureur              | Pos                |
| 161                | Jasper Stuyven (BEL) | 58e                |
| 162                | Daan Hoole (NED)     | 113e               |
| 163                | Alex Kirsch (LUX)    | 74e                |
| 164                | Bauke Mollema (NED)  | 73e                |
| 165                | Toms Skujiņš (LAT)   | 55e                |
| 166                | Edward Theuns (BEL)  | 35e                |
| 167                | Mathias Vacek (CZE)  | 79e                |

| UAE Team Emirates UAD | UAE Team Emirates UAD  | UAE Team Emirates UAD |
| --------------------- | ---------------------- | --------------------- |
| Num                   | Coureur                | Pos                   |
| 171                   | Tim Wellens (BEL)      | 26e                   |
| 172                   | Pascal Ackermann (GER) | AB                    |
| 173                   | Rui Oliveira (POR)     | 9e                    |
| 174                   | Sjoerd Bax (NED)       | AB                    |
| 175                   | Ivo Oliveira (POR)     | AB                    |
| 176                   | Matteo Trentin (ITA)   | 98e                   |
| 177                   | Michael Vink (NZL)     | 100e                  |

| Lotto Dstny LTD | Lotto Dstny LTD          | Lotto Dstny LTD |
| --------------- | ------------------------ | --------------- |
| Num             | Coureur                  | Pos             |
| 181             | Victor Campenaerts (BEL) | 62e             |
| 182             | Cédric Beullens (BEL)    | 56e             |
| 183             | Jasper De Buyst (BEL)    | AB              |
| 184             | Frederik Frison (BEL)    | 97e             |
| 185             | Arnaud De Lie (BEL)      | 2e              |
| 186             | Brent Van Moer (BEL)     | 48e             |
| 187             | Florian Vermeersch (BEL) | 43e             |

| Israel-Premier Tech IPT | Israel-Premier Tech IPT | Israel-Premier Tech IPT |
| ----------------------- | ----------------------- | ----------------------- |
| Num                     | Coureur                 | Pos                     |
| 191                     | Sep Vanmarcke (BEL)     | 10e                     |
| 192                     | Guillaume Boivin (CAN)  | 120e                    |
| 193                     | Reto Hollenstein (SUI)  | AB                      |
| 194                     | Krists Neilands (LAT)   | AB                      |
| 195                     | Jens Reynders (BEL)     | AB                      |
| 196                     | Guy Sagiv (ISR)         | AB                      |
| 197                     | Tom Van Asbroeck (BEL)  | AB                      |

| TotalEnergies TEN | TotalEnergies TEN          | TotalEnergies TEN |
| ----------------- | -------------------------- | ----------------- |
| Num               | Coureur                    | Pos               |
| 201               | Peter Sagan (SVK) (route)  | 117e              |
| 202               | Edvald Boasson Hagen (NOR) | 65e               |
| 203               | Sandy Dujardin (FRA)       | 103e              |
| 204               | Daniel Oss (ITA)           | AB                |
| 205               | Lorrenzo Manzin (FRA)      | AB                |
| 206               | Anthony Turgis (FRA)       | 96e               |
| 207               | Dries Van Gestel (BEL)     | 45e               |

| Bingoal WB BWB | Bingoal WB BWB                 | Bingoal WB BWB |
| -------------- | ------------------------------ | -------------- |
| Num            | Coureur                        | Pos            |
| 211            | Louis Blouwe (BEL)             | 112e           |
| 212            | Julian Mertens (BEL)           | 60e            |
| 213            | Rémy Mertz (BEL)               | 92e            |
| 214            | Ludovic Robeet (BEL)           | 68e            |
| 215            | Luca Van Boven (BEL)           | 118e           |
| 216            | Guillaume Van Keirsbulck (BEL) | AB             |
| 217            | Dorian De Maeght (BEL)         | AB             |

| Human Powered Health HPM | Human Powered Health HPM      | Human Powered Health HPM |
| ------------------------ | ----------------------------- | ------------------------ |
| Num                      | Coureur                       | Pos                      |
| 221                      | Stephen Bassett (USA)         | AB                       |
| 222                      | Pier-André Côté (CAN) (route) | AB                       |
| 223                      | Adam de Vos (CAN)             | 83e                      |
| 224                      | Colin Joyce (USA)             | AB                       |
| 225                      | Barnabás Peák (HUN)           | AB                       |
| 226                      | Benjamin Perry (CAN)          | 104e                     |
| 227                      | Gijs Van Hoecke (BEL)         | AB                       |

| Team Flanders-Baloise TFB | Team Flanders-Baloise TFB | Team Flanders-Baloise TFB |
| ------------------------- | ------------------------- | ------------------------- |
| Num                       | Coureur                   | Pos                       |
| 231                       | Sander De Pestel (BEL)    | AB                        |
| 232                       | Gilles De Wilde (BEL)     | 124e                      |
| 233                       | Vincent Van Hemelen (BEL) | AB                        |
| 234                       | Vito Braet (BEL)          | 121e                      |
| 235                       | Alex Colman (BEL)         | 111e                      |
| 236                       | Ruben Apers (BEL)         | AB                        |
| 237                       | Ward Vanhoof (BEL)        | 86e                       |

| Uno-X Pro Cycling Team UXT | Uno-X Pro Cycling Team UXT   | Uno-X Pro Cycling Team UXT |
| -------------------------- | ---------------------------- | -------------------------- |
| Num                        | Coureur                      | Pos                        |
| 241                        | Alexander Kristoff (NOR)     | 4e                         |
| 242                        | Jonas Abrahamsen (NOR)       | 101e                       |
| 243                        | Martin Bugge Urianstad (NOR) | 47e                        |
| 244                        | William Blume Levy (DEN)     | 90e                        |
| 245                        | Erik Nordsæter Resell (NOR)  | 49e                        |
| 246                        | Anders Skaarseth (NOR)       | 46e                        |
| 247                        | Rasmus Tiller (NOR) (route)  | 31e                        |